# Dallas (Dacota do Sul)

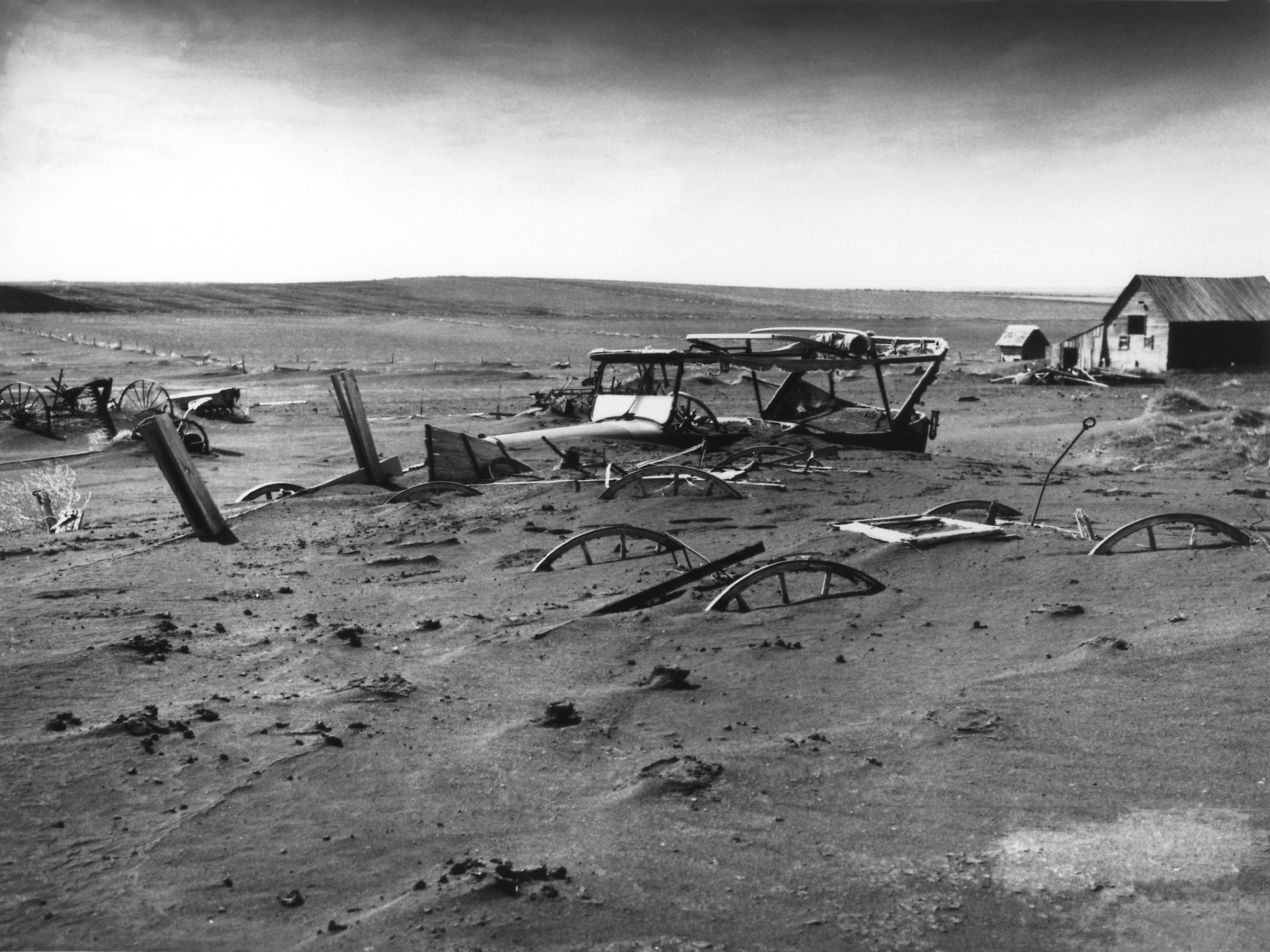
Paisagem de Dallas durante o Dust Bowl de 1936.

Dallas é uma cidade  localizada no estado norte-americano de Dacota do Sul, no Condado de Gregory.

## Demografia
Segundo o censo norte-americano de 2000, a sua população era de 144. habitantes
Em 2006, foi estimada uma população de 127, um decréscimo de 17 (-11.8%).

## Geografia
De acordo com o United States Census Bureau tem uma área de
1,3 km², dos quais 1,3 km² cobertos por terra e 0,0 km² cobertos por água. Dallas localiza-se a aproximadamente 681 m acima do nível do mar.

## Localidades na vizinhança
O diagrama seguinte representa as localidades num raio de 32 km ao redor de Dallas.